# Kapelle Unserer lieben Frau von Altötting

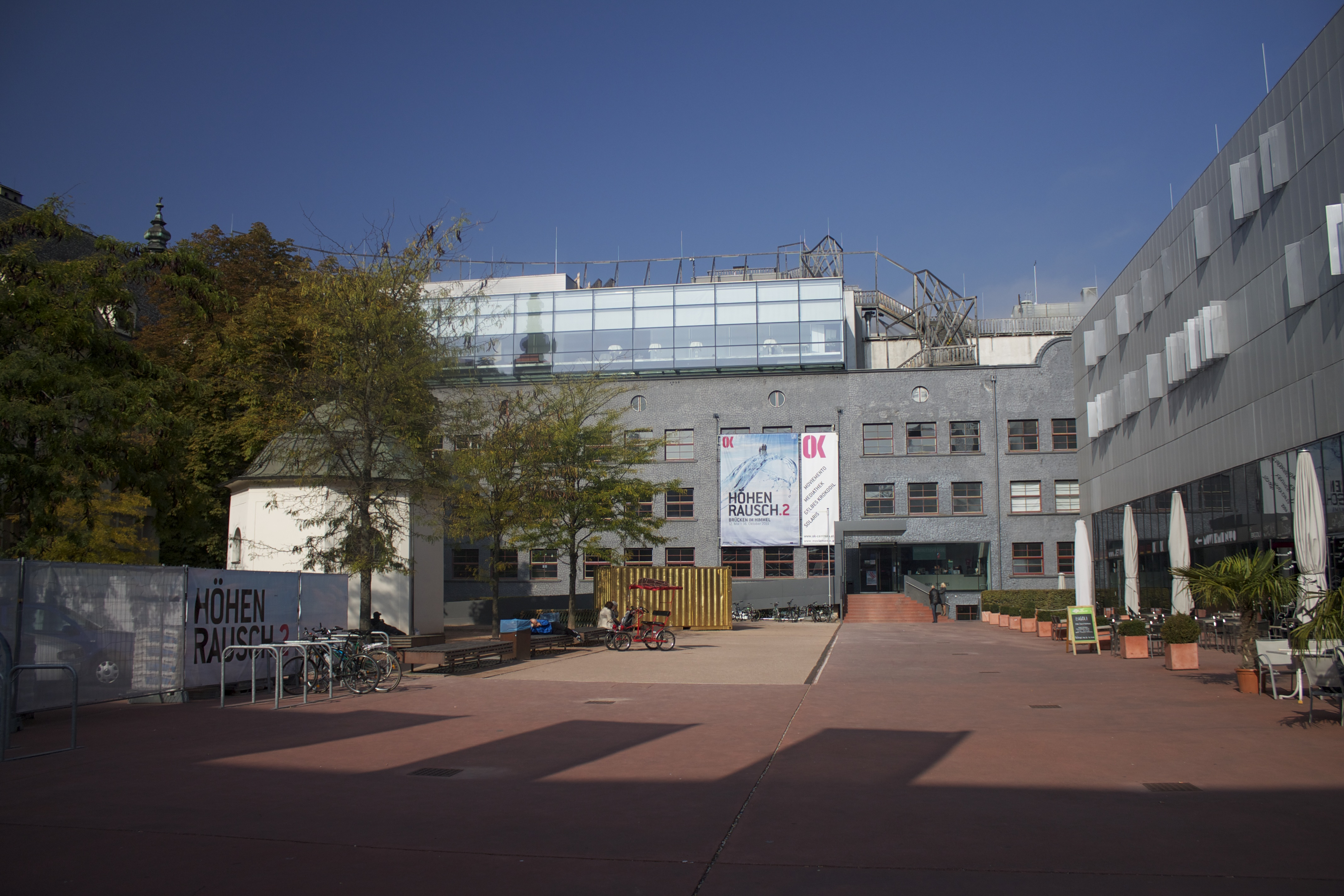
Altöttinger Kapelle zwischen Bäumen im OK-Platz (2011)

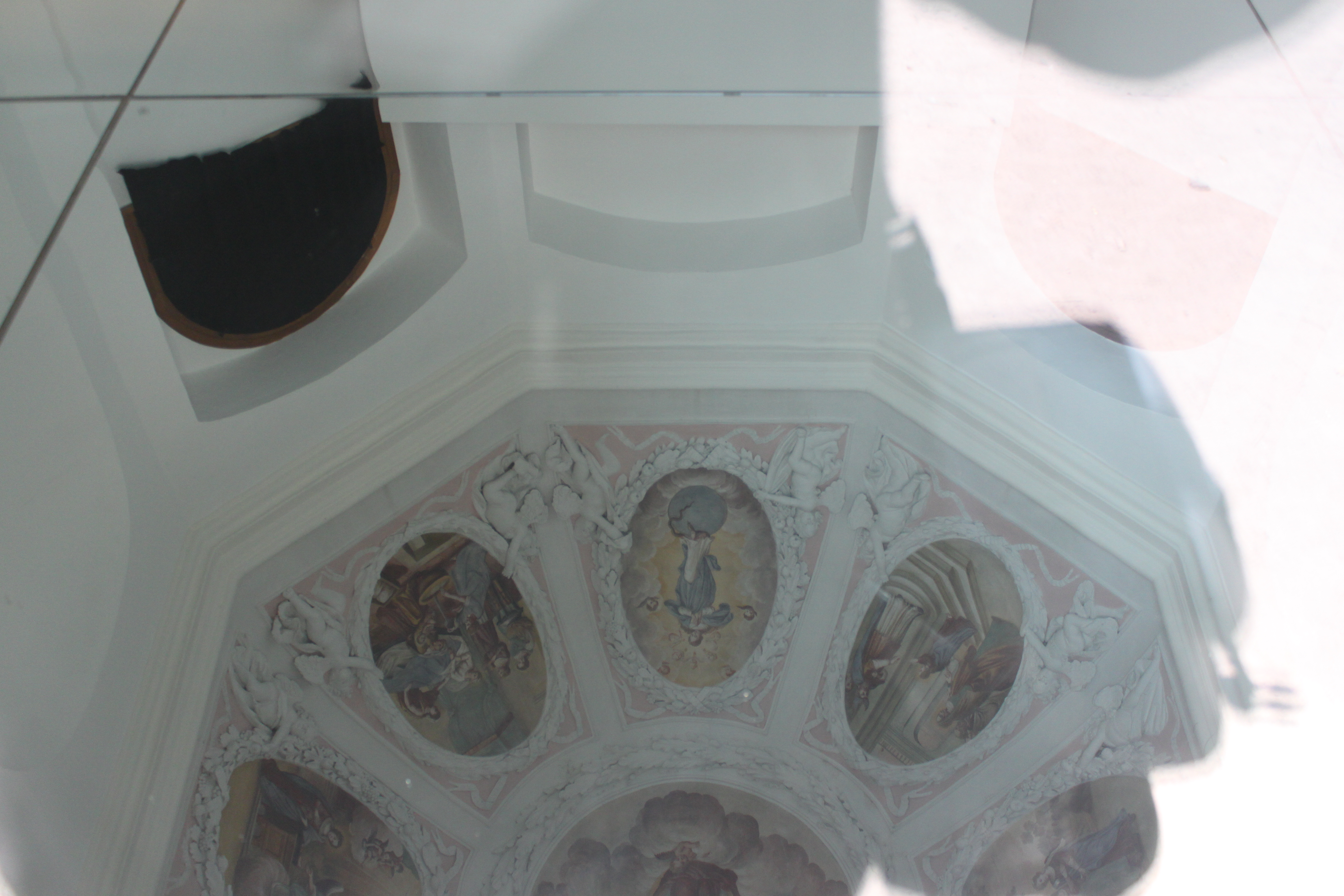
Gewölbemalerei Marienleben im verspiegelten Fußboden sichtbar (2013)

Die Kapelle Unserer lieben Frau von Altötting in Linz ist eine römisch-katholische Gnadenkapelle, welche für eine Kopie des Altöttinger Gnadenbildes errichtet wurde. Die Kapelle steht unter Denkmalschutz.
Östlich des ehemaligen Klosters der Ursulinen und dem heutigen Ursulinenhof wurde 1695 im ehemaligen Klostergarten und heutigen OK-Platz eine achteckige Kapelle mit einem geschweiften abgestuften Glockendach errichtet. Der Kuppelraum hat ein bemerkenswertes Stuckdekor von Girolamo Alfieri aus 1695. Die Gewölbemalerei aus 1695 zeigt das Marienleben als ikonografisches Programm: im Scheitel mit Krönung Mariens, in Ovalfeldern Mariä Geburt, Verkündigung des Herrn, Darbringung Jesu im Tempel, Mariä Aufnahme in den Himmel, Marientod, Begegnung an der Goldenen Pforte, Mariä Tempelgang und Unbefleckte Empfängnis.